# Gás natural liquefeito
Gás natural liquefeito ou GNL (em inglês referido pela sigla LNG, de liquified natural gas) é basicamente gás natural que, após purificado, é condensado ao estado líquido por meio da redução da sua temperatura a -163 graus Celsius.

## Liquefação do Gás
A liquefação consiste em processos termodinâmicos que promovem a mudança de estado dos gases para o estado líquido. Devido às características de alguns gases, o metano entre eles, a mudança para o estado líquido pode não ocorrer com a elevação da pressão, sendo necessário a adoção de resfriamento. Para tais gases, chamados criogênicos, a temperatura acima da qual não existe uma mudança distinta das fases líquido e vapor, a temperatura crítica, se encontra abaixo da temperatura ambiente.
A liquefação do gás natural permite estoca-lo e transporta-lo sob forma condensada em condições técnico-econômicas viáveis.
Como pesa menos de 500 kg/m³, não necessita de uma estrutura mais forte do que se fosse para água. Se o gás fosse comprimido, a estrutura necessitaria de mais aço.

## Características relevantes do GNL
- incolor

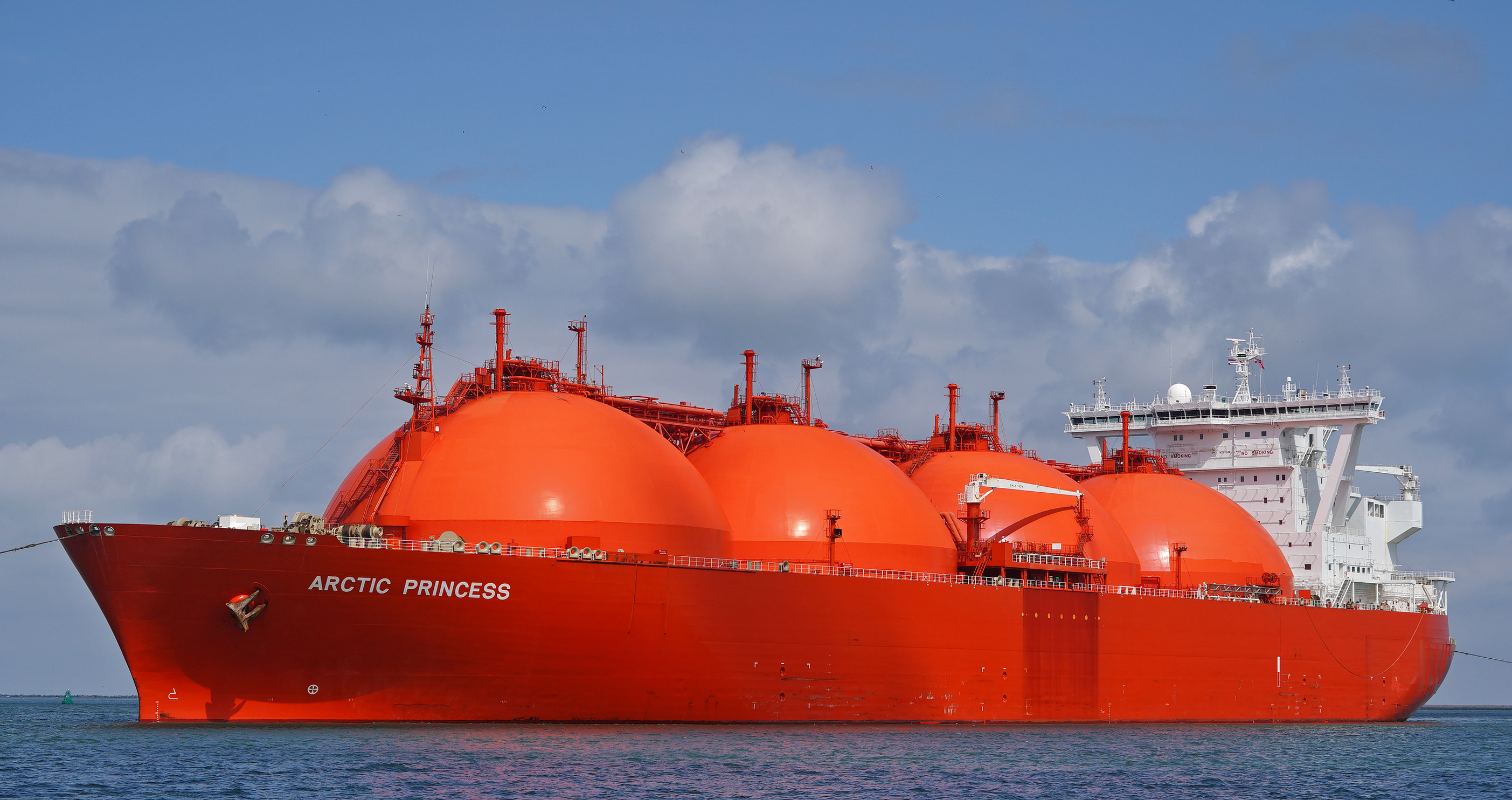
Um navio gaseiro transportador de GNL.

- Inodoro (É necessário adicionar aroma para utilização comercial)
- temperatura do líquido à pressão atmosférica é entre (-165) °C e (-155) °C, dependendo da composição
- pressão operacional da planta entre poucos mbar até 75 bar
- densidade relativa entre 0,43 a 0,48 conforme a composição
- calor de vaporização latente de 120 Kcal/kg
- elevada taxa de expansão. A vaporização de 1 m³ de GNL produz entre 560 e 600 m³ de gás (Em condições PTN).

Vantagens do GNL
- Transportado em carretas criogênicas, o GNL possibilita atender empresas localizadas em regiões não atendidas por gasodutos;
- Sua qualidade, comprovada por CERTIFICADO DE QUALIDADE a cada entrega, garante baixos níveis de emissão e isenção total de contaminantes após sua queima;
- Propicia qualidade e uniformidade na queima, o que garante eficiência no processo de combustão;
- Custos competitivos quando comparado a Gás liquefeito de petróleo (GLP), Óleo Combustível, diesel, álcool combustível e gasolina;
- Garantia de fornecimento de forma ininterrupta, monitorado por sistema de telemetria sem necessidade de solicitação de entregas por parte do cliente.